# ハジ・モハンマド・チャムカニ
ハジ・モハンマド・チャムカニ（Haji Mohammad Chamkani, 1947年 - 2012年）は、アフガニスタンの政治家。革命評議会議長。パクティヤー州出身。父は村の長老で、小地主だった。ムッラー。パシュトゥーン人部族のジルガ議長。パシュトゥーン人部族における権威。
ザーヒル・シャー統治時代、議会人民院（下院）議員、後に上院議員に選出。
1986年1月16日、革命評議会副議長。11月20日、バブラク・カールマル議長の退任に伴い、革命評議会議長代行に選出。1987年9月30日、ムハンマド・ナジーブッラーが革命評議会議長に選出され、チャムカニは第一副議長とされた。
1990年代、ターリバーン側に移り、ムハンマド・オマルの顧問となった。
2001年末、指名手配。2002年2月、カンダハール州タフタ・プリ市において、アメリカ海兵隊により逮捕。
2012年、死去。